# Kasteel Bosdam
Kasteel Bosdam is een kasteel met omliggend park aan de Oude Zandstraat in Beveren-Waas. Het kasteel dateert uit 1758 en werd gebouwd in empirestijl. Door wegaanleg en verkaveling is het park in omvang geslonken tot een forse tuin. Het kasteel wordt particulier bewoond, terwijl in het voormalige koetshuis een bed & breakfast is gevestigd.

## Geschiedenis
Op de locatie van Kasteel Bosdam bevond zich oorspronkelijk een hof van plaisantie genaamd Cretenborch, dat reeds in de 16e eeuw werd vermeld. De vroegst bekende eigenaar van deze hofstede was Jakob Danssaert, schepen van Beveren, die in 1538 overleed. Zijn nakomelingen, vaak notabelen zoals advocaten, baljuws en schepenen, beheerden de hofstede gedurende meerdere generaties. In 1644 werd de hofstede verkocht aan Jan de Leeuw. Na zijn overlijden erfde zijn dochter, Anna-Maria de Leeuw, de hofstede. In 1676 trouwde Anna-Maria de Leeuw met Jan-Baptist Dullaert, baljuw van het Land van Saeftinge en stadhouder van Beveren. Het paar verhuurde de hofstede eerst aan Petrus van den Heuvele, een arts, en later aan Antoon van Damme, een advocaat. In 1697 werd de hofstede verkocht aan Adriaan Maes, ten behoeve van zijn zoon Jozef Maes, die het bezit erfde. Jozef Maes, meier van Kallo, had slechts één dochter, Anna-Catharina, die de hofstede erfde. In 1758 werd vanwege het verval van de oorspronkelijke hofstede, werd het domein heropgebouwd door Christiaan-Norbert Wouters en diens vrouw Isabella-Clara Baert die het omvormden tot het "Bosdamkasteel", later Kasteel Bosdam. De herbouw werd uitgevoerd op de oorspronkelijke fundamenten, waardoor de wijnkelders van het oorspronkelijke hofstede bewaard bleven. Het domein bleef tot 1828 in familiebezit, waarna het werd verkocht en uiteindelijk eigendom werd van de familie Versmessen. In de loop der jaren kende het domein verdere overdrachten, waaronder naar de familie de Maleingreau d’Hembise, die het tot halverwege de 20e eeuw bewoonde. Lucien-Baudouin-René, ridder van Male de Ghorain, verwierf het domein en bewoonde het tot aan zijn dood op 12 september 1950. Zijn erfgenamen verkochten het domein in 1951 aan Hector Cuelenaere-Potvliege. Daarna volgden nog verschillende eigenaars, waaronder de families Busschaert, Labiad-Philips en Eggermont. Het kasteel is nog steeds particulier eigendom.

## Architectuur
Het gebouw heeft een gecementeerde lijstgevel in empirestijl en twee bouwlagen en zeven traveeën onder pannen bedaking met ijzeren vorstkam. De uiterste traveeën vormen haakse vleugels en zijn afgedekt door een afgesnuit zadeldak (Vlaamse pannen). De drie middelste traveeën zijn bekroond door een driehoekig fronton. Beluikte vensters en deurvensters, op de begane grond rondbogig, op de bovenverdieping rechthoekig. Links hoger opgaande aanbouw in zelfde stijl en afgedekt door een schilddak. 